# Roger Walkowiak
Roger Walkowiak (* 2. März 1927 in Montluçon; † 6. Februar 2017 bei Vichy) war ein französischer Radrennfahrer und Sieger der Tour de France 1956.

## Leben und Karriere
Roger Walkowiak war der Sohn eines polnischen Minenarbeiters, der nach Frankreich übergesiedelt war, um dort ein besseres Auskommen zu finden. Walkowiak lernte den Beruf eines Metallarbeiters. 1944 begann er mit dem Radsport. Sowohl als Amateur wie auch in seinen beiden ersten Profijahren verlief seine Radsportlaufbahn wenig auffällig, er war der typische Domestik.
Zu Beginn der Saison 1953 belegte Walkowiak dann aber den zweiten Gesamtrang des Etappenrennens Paris–Côte d’Azur, 1955 wurde er beim Critérium du Dauphiné ebenfalls Zweiter, allerdings mit zehn Minuten Rückstand auf den Sieger Louison Bobet.
1956 startete Walkowiak zum vierten Mal bei der Tour de France, wenn auch „ohne große Ambitionen“. Auf der siebten Etappe von Lorient nach Angers gehörte er zu einer Ausreißergruppe, die 19 Minuten vor den großen Favoriten ins Ziel kam, und errang das Gelbe Trikot. Er trug es zunächst drei Tage lang, eroberte es sich in der 18. Etappe  wieder zurück und verteidigte die Führung bis nach Paris, ohne eine einzige Etappe gewonnen zu haben. Im selben Jahr gewann er eine Etappe der Vuelta a España 1956, im Jahr darauf eine weitere. Diese Erfolge konnte Walkowiak bei weiteren Rennen nicht bestätigen, was die französische Fachpresse zu „bissigen Kommentaren“ animierte.
Tatsächlich stellte sich heraus, dass Walkowiak seit 1954 an einer mysteriösen Pilzinfektion erkrankt war, die er sich bei der Marokko-Rundfahrt zugezogen hatte und die sich in ständigem Durchfall äußerte. 1960 beendete er seine Profikarriere, versuchte aber zwei Jahre später ein Comeback. Dabei stürzte er schwer und zog sich eine Schädelfraktur zu, so dass er sich endgültig aus dem Radsport zurückzog. Nach dem Ende seiner aktiven Zeit als Rennfahrer führte er ein Café und eine Tankstelle, später arbeitete er als Chauffeur und wieder in seinem alten Beruf als Metallarbeiter.
Nach dem Tod des Schweizers Ferdy Kübler am 29. Dezember 2016 im Alter von 97 Jahren war Walkowiak bis zu seinem Tod der älteste noch lebende (Doyen) Tour-de-France-Sieger.